# جون كارو
جون أليو كارو (5 سبتمبر 1979 في لورينسكوغ) لاعب كرة قدم نرويجي ذو أصول غامبية يلعب حاليا في نادي الدوري الممتاز أستون فيلا الإنجليزي ومنتخب النرويج في مركز المهاجم .

## المسيرة الرياضية مع الأندية

### البدايات
بدأ كارو مسيرته الرياضية في نادي لورينسكوغ للناشئين ثم انتقل إلى نادي فاليرينغا النرويجي سنة 1997 . خضع كارو لفترة تجربة واختبار في نادي بلاكبيرن روفرز الإنجليزي ولكنه فشل في إقناع المسئولين . عاد إلى نادي فاليرينغا وقادهم لتحقيق بطولة كأس النرويج سنة 1997 . انضم إلى نادي روزينبورغ في سنة 1999 وساهم في الفوز ببطولة الدوري الممتاز في نفس سنة . بعدما قدم أداء عالي المستوى في بطولة دوري أبطال أوروبا وافق على الانتقال إلى نادي فالنسيا الإسباني في صيف 2000 . في أول موسم له ساهم في التأهل إلى المباراة النهائية من بطولة دوري أبطال أوروبا ولكنه خسر من نادي بايرن ميونخ الألماني بركلات الجزاء الترجيحية على الرغم من نجاحه في تسجيل ركلة الجزاء الثاني . في ثاني موسم له في النادي استطاع أن يقوده إلى تحقيق بطولة الدوري الممتاز . أصبح كارو عقد لنادي آرسنال الإنجليزي في بطولة دوري أبطال أوروبا حيث في موسم 2000-2001 سجل هدف الفوز في مباراة الإياب ضمن الدور الربع النهائي وتأهل إلى الدور التالي وفي موسم 2002-2003 سجل هدفي مباراة المرحلة السادسة من الدور الثاني في مرمى نادي آرسنال ليتأهل نادي فالنسيا إلى الدور الثمن النهائي . في سنة 2003 انتقل كارو إلى نادي روما الإيطالي بعقد إعارة لمدة موسم واحد وفي السنة التالية انتقل إلى نادي بشيكطاس التركي . في السنة التالية وافق على الانتقال إلى حامل لقب بطولة دوري الدرجة الأولى الفرنسي لأربع مرات متتالية نادي ليون . وساهم معه في الفوز ببطولة الدوري موسم 2005-2006 .

### أستون فيلا
في 22 يناير 2007 وافق كارو أن يكون ضمن صفقة مقايضة مع المهاجم التشيكي ميلان باروش وأن ينتقل إلى نادي أستون فيلا الإنجليزي ووقع على عقد معهم يمتد لثلاث سنوات ونصف وتم تسليمه القميص رقم 10 الذي كان يلبسه باروش . خاض كارو أول مباراة رسمية في مواجهة نادي نيوكاسل يونايتد وانتهت بالخسارة 1-3 وبعد 3 أيام سجل أول أهدافه في مرمى نادي وست هام يونايتد والتي انتهت بهذا الهدف . أصبح كارو المفضل لدى مشجعي النادي بسبب بذله الكثير من الجهد على أرضية الملعب وعزمه الشديد لتسجيل الأهداف . في نهاية الموسم سجل 3 أهداف في 11 مباراة .
في موسم 2007-2008 بدأ كارو بداية مشجعة بتقديم أداء مبهر في المباريات على الرغم من فشله في تسجيل الأهداف ولكنه أنهى صيامه عن تسجيل الأهداف بعد شهرين بتسجيل الهدف الافتتاحي في مرمى نادي إيفرتون وانتهت المباراة بالفوز 2-0 . لسوء حظه فقد تعرض للإصابة في نفس تلك المباراة وابتعد لفترة 6 أسابيع . استطاع أن يسجل هدف في ثاني مباراة من شفائه من الإصابة في مرمى نادي مدلزبره حيث انتهت المباراة بالفوز 3-0 على ملعب الأخير في شهر نوفمبر . ثم قاد ناديه لتحقيق فوز كاسح على نادي بلاكبيرن روفرز 4-0 بتسجيل هدف برأسه . في شهر ديسمبر سجل هدف واحد من على بعد 30 ياردة في مرمى نادي مانشستر سيتي . سجل كارو هدفين في مرمى نادي ريدينغ في 12 يناير وعلى الرغم من ذلك تم منح مارتن لاورسن جائزة أفضل لاعب في المباراة . بعد نتيجتين سلبيتين بالتعادل الإيجابي على ملعبه 1-1 مع نادي بلاكبيرن روفرز والخسارة خارج ملعبه من نادي فولهام 1-2 استطاع كرو تسجيل أول 3 أهداف في مباراة واحدة منذ 7 سنوات في مرمى نادي نيوكاسل يونايتد في المباراة التي انتهت بالفوز 4-1 في 9 فبراير . في 12 أبريل سجل كارو هدف مجددا لصالح نادي أستون فيلا في مرمى نادي ديربي كاونتي على ملعب الأخير ضمن الدوري الممتاز وانتهت المباراة بالفوز 6-0 . في 20 أبريل سجل هدفين في مرمى نادي برمنغهام سيتي في ديربي مدينة برمنغهام على ملعب فيلا بارك حيث فاز نادي أستون فيلا 5-1 . واصل هوايته في تسجيل الأهداف بتسجيل هدف برأسه في مرمى نادي إيفرتون وانتهت المباراة بالتعادل الإيجابي 2-2 . وكان هذا الهدف هو الثالث عشر وبه توج هدافا للنادي في ذلك الموسم .
في 14 أغسطس 2008 سجل كارو أول هدف لصالح نادي أستون فيلا في موسم 2008-2009 في مرمى نادي أودينسي الدانمركي في المباراة التي انتهت بالتعادل الإيجابي 2-2 ضمن بطولة كأس إنترتوتو . نتيجة لأدائه المبهر قرر مسئولو النادي تجديد العقد لسنة إضافية بحيث ينتهي في صيف سنة 2011 . سجل كارو هدف في مرمى أندية مانشستر سيتي، ستوك سيتي ، وويست بروميتش ألبيون واستطاع أن يكون ثنائيا رهيبا مع زميله الإنجليزي غابرييل أغبونلاهور . كلا اللاعبان سجلا وصنعا لبعض أهداف في المباراة التي تغلب فيها نادي أستون فيلا على نادي ويغان أثلتيك 4-0 في 26 أكتوبر . في 6 نوفمبر سجل كارو هدف الفوز في مرمى نادي سلافيا براغ التشيكي ضمن المجموعة السادسة من بطولة كأس الاتحاد الأوروبي وبالتالي الضمان بنسبة 100% التأهل إلى الدور الثاني . في شهر أكتوبر تصدر كارو عنوان الصحف بعدما قرر المدير الفني الأيرلندي الشمالي مارتن أونيل تغريمه بسبب سهره في نادي ليلي في ليلة مباراة نادي أياكس أمستردام الهولندي ضمن البطولة الأوروبية . تعرض كارو لإصابة في الظهر أبعدته عن الملاعب لعدة أشهر ونتيجة لذلك قرر أونيل التعاقد مع الإنجليزي إميل هيسكي للحلول مكانه في فترة الانتقالات الشتوية . استطاع هيسكي أن يقدم أداء عالي المستوى وأن يحل مكان كارو بنجاح ولكن بسبب تعرضه للإصابة وشفاء كارو فإن الأخير عاد للتشكيلة الأساسية في 31 يناير 2009 أمام نادي ويغان أثلتيك والتي انتهت بالتعادل السلبي بدون أهداف . الكثير من مشجعي نادي أستون فيلا لا يرون مكان لهيسكي في ظل وجود وتألق كارو وأغبونلاهور في التشكيلة الأساسية والإنجليزي مارلون هاريوود بصفة البديل المنقذ . في مباراة الذهاب من الدور الثاني ضمن بطولة كأس الاتحاد الأوروبي سجل هدف التعادل في مرمى نادي سسكا موسكو الروسي لتنتهي المباراة بالتعادل الإيجابي 1-1 . في 1 مارس دخل بديلا أمام نادي ستوك سيتي وسجل هدف وانتهت المباراة بالتعادل الإيجابي 2-2 . ضمن بطولة الدوري الممتاز سجل هدف التعادل في مرمى نادي مانشستر يونايتد على ملعب أولد ترافورد . ثم سجل الهدف الأول في مرمى نادي إيفرتون ليقلب نادي أستون فيلا النتيجة من 1-3 إلى 3-3 . سجل كارو هدفه العاشر في بطولة الدوري الممتاز في مرمى نادي هال سيتي ليصبح مجموع أهداف 14 ،
و تسري حاليا شائعات كبيرة داخل أوساط نادي أستون فيلا عن تقدم نادي الهلال السعودي بعرض للنادي للحصول على بطاقة اللاعب الدولية مقابل مبلغ لم يفصح عنه، وفي سؤال للاعب لم ينف أو يؤكد الخبر .

## المسيرة الرياضية مع المنتخبات
شارك كارو في أكثر من 70 مباراة دولية مع منتخب النرويج مسجلا 21 هدف . شارك للمرة الأولى في 18 نوفمبر 1998 وحينها اعتبر أول لاعب أسود يلعب للمنتخب . في نهائيات بطولة كأس الأمم الأوروبية لكرة القدم 2000 التي أقيمت في هولندا وبلجيكا معا اشترك كارو في تشكيلة المنتخب ولكنه خرج من الدور الأول على يد منتخبي إسبانيا ويوغوسلافيا . على الرغم من تسجيل كارو 4 أهداف وصناعة هدفين في تصفيات بطولة كأس الأمم الأوروبية لكرة القدم 2008 إلا أن منتخب النرويج احتل المركز الثالث بفارق نقطة واحدة عن صاحب المركز الثاني منتخب تركيا .

## الحياة الشخصية

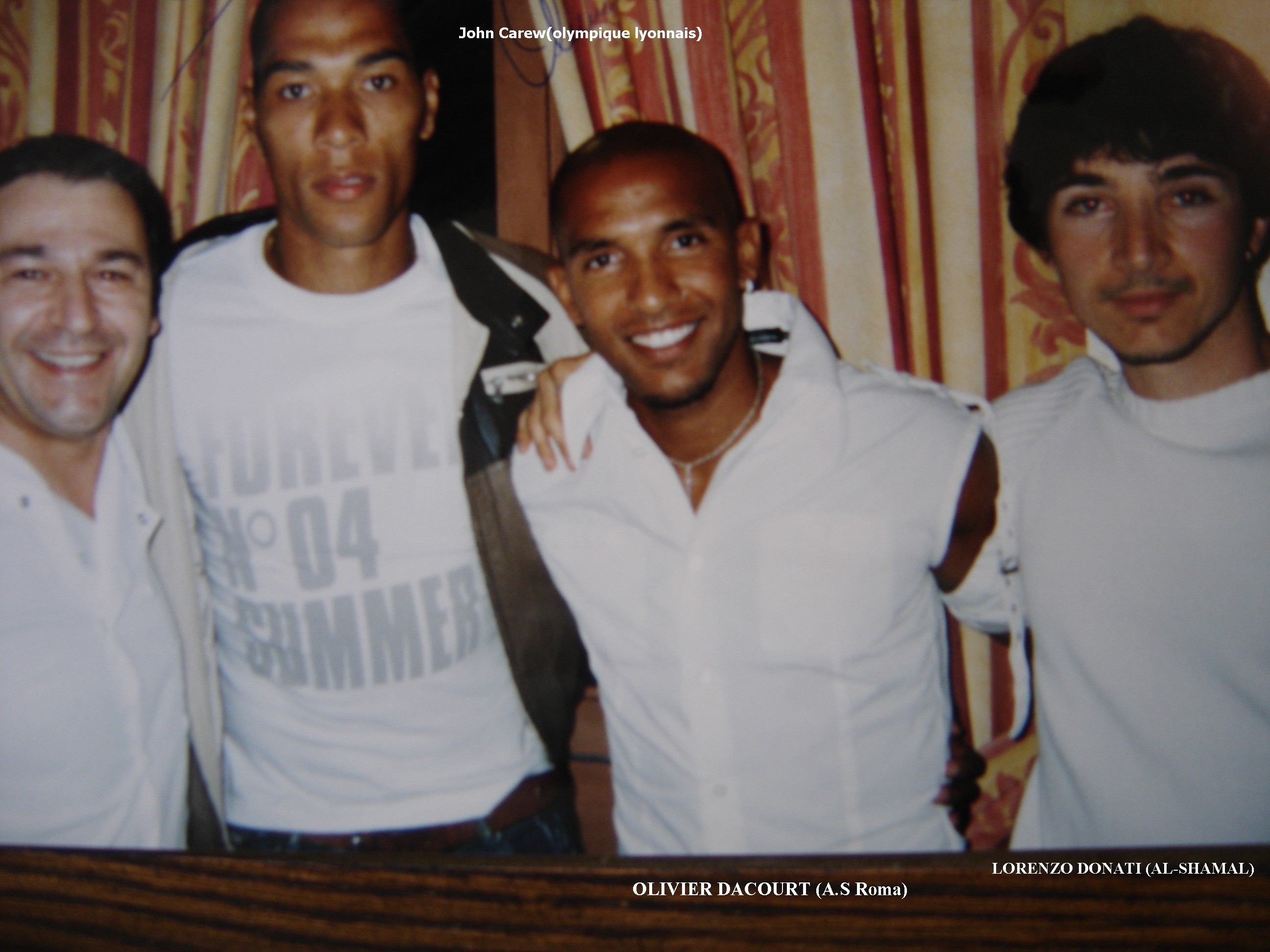
أمسية مع لاعبي كرة القدم المحترفين جون كارو (ليون)، أوليفييه داكور (روما)، دوناتي لورينزو (الشمال).

يعتبر كارو إنسان متدين ويتبرع كثيرا للمنظمات الخيرية كما أنه منضم إلى منظمة كرة القدم ضد الجريمة ومنظمة MOT كما تم تسليمه جائزة كنيكسين مرتين 2005 و2007 . منذ انتقاله إلى نادي أستون فيلا فإن كارو متعود أن يزور المستشفيات للرفع من الروح المعنوية للأطفال المرضى في مدينة برمنغهام . يحتفل عادة بعد تسجيل الأهداف بالاتجاه نحو مشجعي النادي . قرر سكان مدينة ليميريك الأيرلندية التصويت على تغيير مسمى المدينة إلى جون كارو بارك بسبب أن أغلب سكان تلك المدينة يشجعون نادي أستون فيلا .

## روابط خارجية
- جون كارو على موقع IMDb (الإنجليزية)
- جون كارو على موقع قاعدة بيانات الفيلم (الإنجليزية)
- جون كارو على موقع الاتحاد الدولي (مؤرشف)  (الإنجليزية)
- جون كارو على موقع الاتحاد الأوربي (الإنجليزية)
- جون كارو على موقع اتحاد النرويج (النرويجية)
- جون كارو على موقع اتحاد تركيا (لاعب) (الإنجليزية)
- جون كارو على موقع إي إس بي إن إف سي (الإنجليزية)
- جون كارو على موقع قاعدة بيانات كرة القدم.إي يو (الإنجليزية)
- جون كارو على موقع ليكيب (الفرنسية)
- جون كارو على موقع ناشيونال فوتبول تيمز (الإنجليزية)
- جون كارو على موقع Soccerbase.com (لاعب) (الإنجليزية)
- جون كارو على موقع Soccerway.com (الإنجليزية)